# Коса (релеф)
Вижте пояснителната страница за други значения на Коса.
Косата е тясна и дълга наносна ивица край езерен, морски или океански бряг. В Адриатическо море пясъните коси носят названието лидо. Когато в процеса на развитието си пясъчната коса свърже крайбрежен остров с брега, тя се нарича томболо.
Образува се от прякото действие на вълните или крайбрежните течения, които изнасят наносите от дъното към брега. Има и подводни пясъчни коси – в крайбрежната част на морското дъно, пред устието на река; вълните преобръщат и отлагат твърдия речен отток. На места пясъчната коса прегражда залива и го превръща в крайбрежно езеро – лагуна. Когато пясъчната коса прегради устието на вливащата се в морето река, се образува лиман. По Българското Черноморие типична лагуна е Поморийското езеро, а лиман – устието на река Камчия.